# Joshua Bassett
Joshua Bassett   (Oceanside, 22 de desembre de 2000) és un actor i cantant estatunidenc conegut pel paper protagònic com a Ricky Bowen a High School Musical: The Musical: The Series.

## Vida personal
Entre el 2020 i el 2021, es va rumorejar que es trobava en un triangle amorós amb les cantants Olivia Rodrigo i Sabrina Carpenter, però ell va declarar que estava solter. El gener del 2021, va ser hospitalitzat per un xoc sèptic i insuficiència cardíaca. El maig d'aquell any, va sortir de l'armari com a membre de la comunitat LGBTQ+.

## Filmografia
- 2017: Arma letal
- 2018: Game Shakers
- 2018: Dirty John
- 2018: Stuck in the Middle
- 2019: Grey's Anatomy
- 2019–present: High School Musical: The Musical: The Series
- 2021: Limbo
- 2021: A Night With Joshua Bassett
- 2022: Better Nate Than Ever
- 2022: Night at the Museum: Kahmunrah Rises Again

## Discografia
- Joshua Bassett (2021)
- Crisis / Secret / Set Me Free (2021)
- Sad Songs in a Hotel Room (2022)
- Different (2022)